# Aristadromips masseei
Aristadromips masseei är en spindeldjursart som först beskrevs av Nesbitt 1951.  Aristadromips masseei ingår i släktet Aristadromips och familjen Phytoseiidae. Inga underarter finns listade i Catalogue of Life.